# Liste der Baudenkmäler in Hattrop
Die Liste der Baudenkmäler in Hattrop enthält die denkmalgeschützten Bauwerke auf dem Gebiet von Soest-Hattrop in Nordrhein-Westfalen (Stand: 1. November 2019). Diese Baudenkmäler sind in der Denkmalliste der Stadt Soest eingetragen; Grundlage für die Aufnahme ist das Denkmalschutzgesetz Nordrhein-Westfalen (DSchG NRW).

| Bild            | Bezeichnung     | Lage                            | Beschreibung | Bauzeit   | Eingetragen seit | Denkmal- nummer |
| --------------- | --------------- | ------------------------------- | ------------ | --------- | ---------------- | --------------- |
| BW              | Wohnhaus        | Hattrop Bahnengasse 6 Karte     |              | 1776      | 31.01.1986       | 222             |
| BW              | Bauernhaus      | Hattrop Linnenecke 9 Karte      |              | bez. 1782 | 05.09.1986       | 371             |
| BW              | Wohnhaus        | Hattrop Brückenstraße 17 Karte  |              |           | 10.02.1988       | 583             |
|                 | Bauernhaus      | Hattrop Brückenstraße 9         |              |           | 09.12.1991       | 594             |
| BW              | Längsdeelenhaus | Hattrop Hattroper Weg 115 Karte |              | 1811      | 07.05.2012       | 652             |
| Spritzenhaus    | Spritzenhaus    | Hattrop Stemweg 1d Karte        |              | 1924      | 20.04.2012       | 653             |
| Kriegerehrenmal | Kriegerehrenmal | Hattrop Stemweg Karte           |              | 1914      | 20.04.2012       | 654             |
| BW              |                 | Hattrop Linnenecke 17 Karte     |              | 1776      | 11.12.2018       | 701             |

Die Angaben zu Bauzeit und Eintragung in dieser Liste entstammen, wenn nicht anders angegeben, der für diesen Eintrag angeforderten Version der Denkmalliste vom November 2019.